# Bistum Balsas

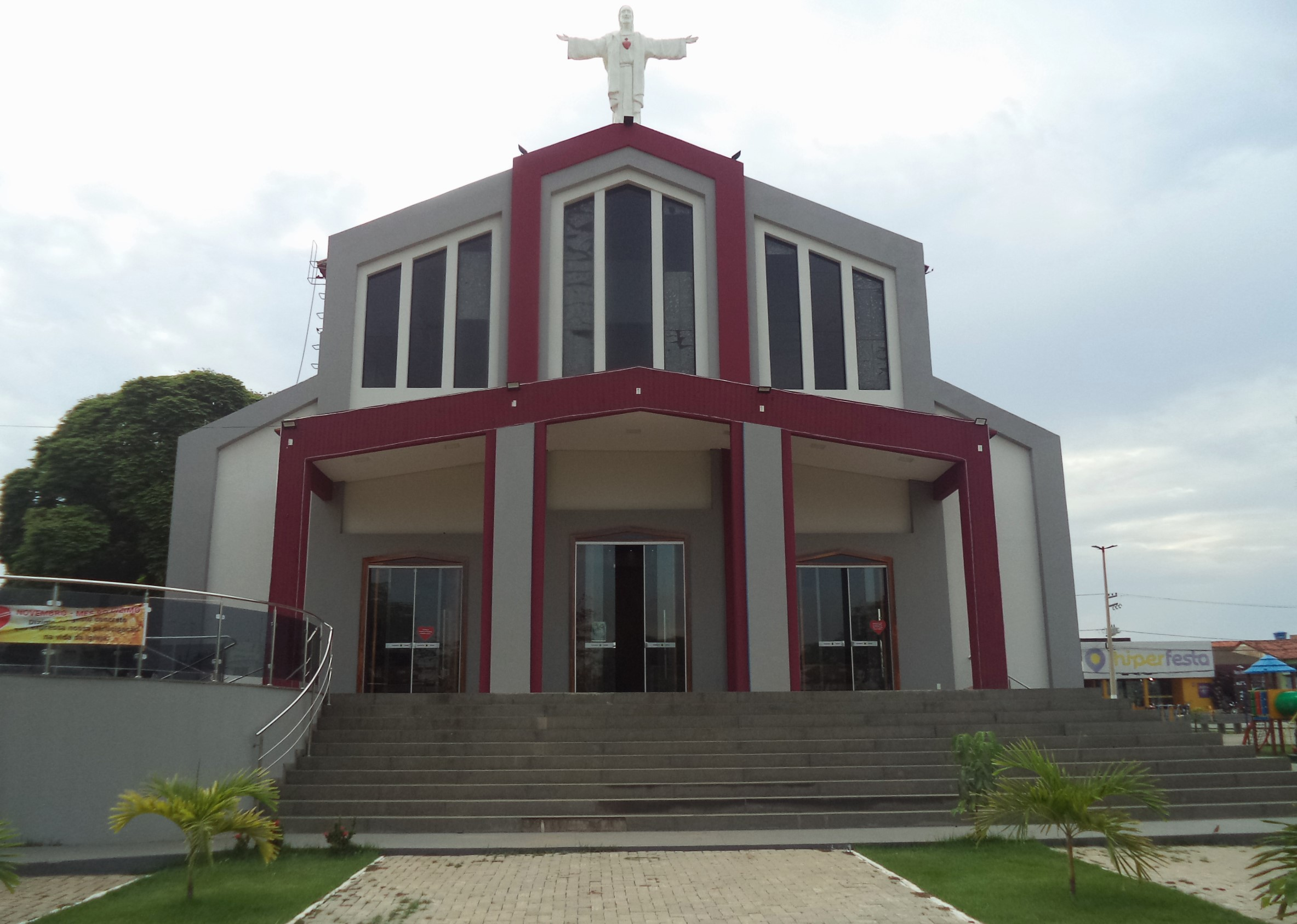
Herz-Jesu-Kathedrale in Balsas

Das Bistum Balsas (lateinisch Dioecesis Balsensis, portugiesisch Diocese de Balsas) ist eine in Brasilien gelegene römisch-katholische Diözese mit Sitz in Balsas im Bundesstaat Maranhão. 

## Geschichte
Papst Pius XII. gründete die Territorialprälatur Santo Antônio de Balsas am 20. Dezember 1954 mit der Apostolischen Konstitution Quo modo sollemne   aus Gebietsabtretungen des Bistums Caxias do Maranhão und es wurde dem Erzbistum São Luís do Maranhão als Suffragandiözese unterstellt. 
Im Jahr 1967 wurde sie um das Gebiet von fünf Gemeinden erweitert. Mit der Bulle Institutionis propositum wurde sie am 3. Oktober 1981 zum Bistum erhoben.

## Ordinarien

### Prälaten von Santo Antônio de Balsas
- Diego Parodi MCCJ (9. Mai 1959 – 1966, dann Weihbischof in Perugia)
- Rino Carlesi MCCJ (12. Januar 1967 – 3. Oktober 1981)

### Bischöfe von Balsas
- Rino Carlesi MCCJ (3. Oktober 1981 – 15. April 1998)
- Gianfranco Masserdotti MCCJ (15. April 1998 – 17. September 2006)
- Enemésio Ângelo Lazzaris FDP (12. Dezember 2007 – 2. Februar 2020)
- Valentim Fagundes de Meneses MSC (seit 29. Juli 2020)